# Georg von Weinrich

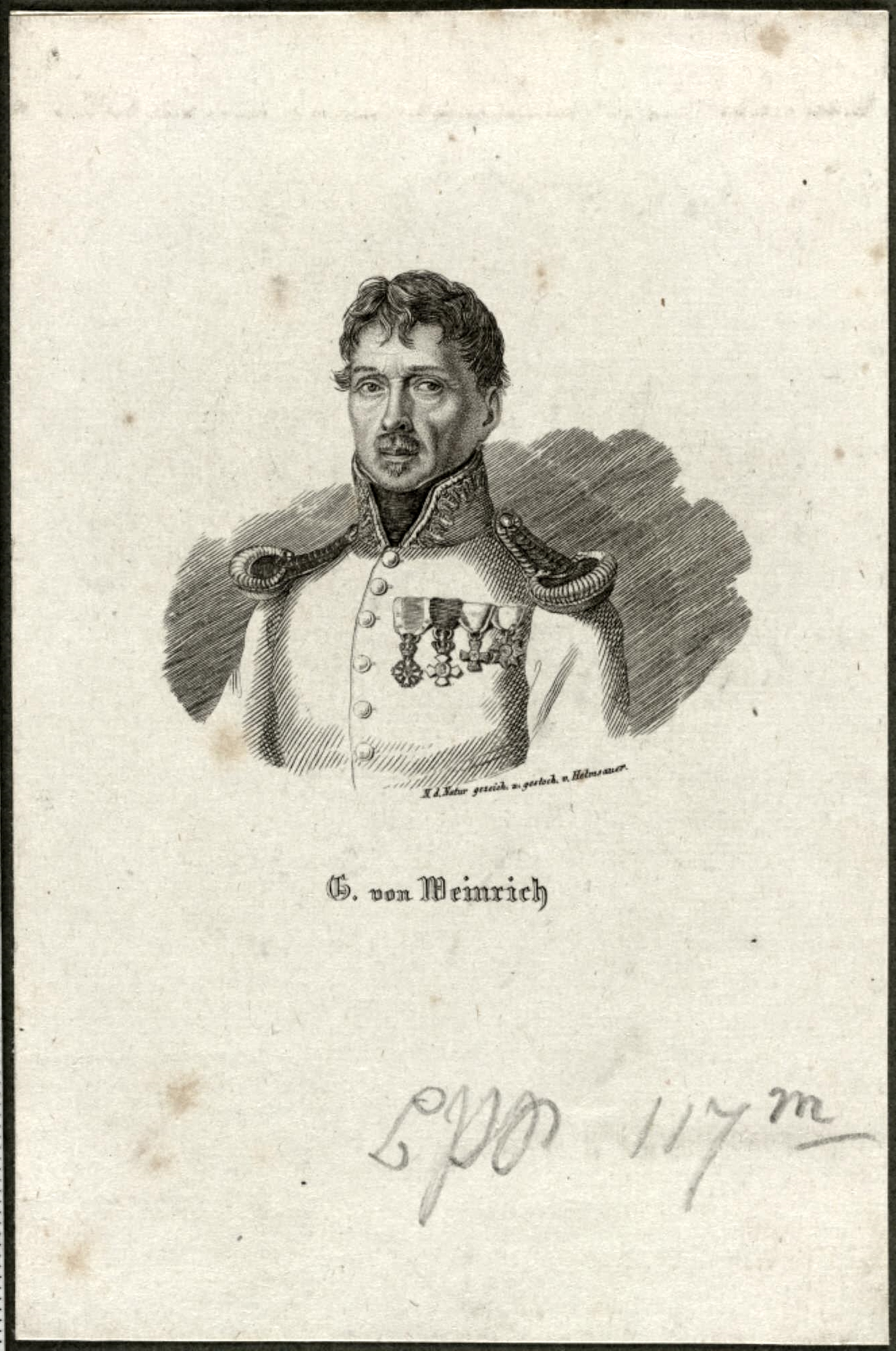
Georg von Weinrich

Johann Georg Weinrich, seit 1803 von Weinrich, (* 11. Januar 1768 in Mainz; † 12. Dezember 1836 in München) war ein bayerischer Generalleutnant und Kriegsminister.

## Leben

### Herkunft
Georg war ein Sohn des 1803 in den erblichen Reichsadel erhobenen späteren bayerischen Generalmajors Nikolaus von Weinrich (1738–1826) und dessen Ehefrau Elisabetha, geborene Inckebrandt (1745–1811).

### Militärkarriere
Er erhielt seine Schulbildung auf der ehemaligen Mainzer Universität, damals eine Grande école. Danach kam er am 20. Juni 1785 als Kadett in das Kurmainzer Infanterieregiment Graf Hatzfeld. Dort wurde er am 3. Juli 1786 zum Fähnrich, am 20. April 1787 zum Unterleutnant, am 12. Juli 1794 zum Oberleutnant und am 15. September 1799 zum Stabskapitän befördert. Er nahm in der Zeit 1790/91 an der Bekämpfung der Unruhen in Lüttich teil und am ersten Koalitionskrieg gegen Frankreich.
Im Jahr 1799 war er Adjutant des Freiherrn von Albini und organisierte als solcher den Landsturm. Am 26. November 1803 wurde er zum Hauptmann befördert und in den Kurmainzer Generalstab versetzt. Nach der napoleonischen Besetzung von Kurmainz, wurde er dem neuen Großherzogtum Frankfurt zugeschlagen und auch Weinreich wechselte die Armee. So wurde er am 2. Februar 1807 Major im großherzoglich-frankfurtischen Generalstab und dort am 21. Dezember 1810 zum Oberstleutnant befördert. Am 3. Juli 1814 war er Direktor der Armierungskonferenz in Frankfurt und kam mit der Übergabe von Aschaffenburg an Bayern mit dem frankfurtischen Militärpersonal in bayerische Dienste. Dort wurde er am 19. März 1815 zum Oberst befördert und zum Kommandeur des 10. Linien-Infanterie-Regiments ernannt.
Am 24. Mai 1824 erfolgte unter Beförderung zum Generalmajor seine Ernennung zum Kommandeur der 2. Infanterie-Brigade der 2. Armeedivision. Von dort kam er dann am 21. August 1827 als Kommandant in die Festung Würzburg und wurde gleichzeitig Kommandeur der 4. Armeedivision. Als am 31. Januar 1829 der Kriegsminister Freiherr von Maillot in den Ruhestand versetzt wurde, wurde Weinrich zum Verweser des Kriegsministeriums ernannt. Am 9. September 1829 beauftragte man ihn mit der Wahrnehmung der Geschäfte als Kriegsminister und durch Armeebefehl vom 20. November 1829 wurde er zum Kriegsminister ernannt. Am 25. August 1834 wurde er zum Generalleutnant befördert und am 28. Oktober 1835 zum Inhaber des 14. Infanterie-Regiments ernannt.
Als solcher verstarb er am 12. Dezember 1836 in München an Brechruhr und Entkräftung (Cholera).
In seine Zeit als Kriegsminister kam es zu einer starken Unterfinanzierung, da auch in Staatsbankrott drohte. Für die Periode 1825/31 war ein Bedarf von 8,3 Millionen fl. ermittelt worden, bewilligt wurden aber nur 7,29 Millionen fl. Für den Zeitraum 1831/37 waren er sogar nur 5,5 Millionen fl. Dabei kam er zu erheblichen Mehrausgaben:
- Mobilmachung wegen Unruhen in der Pfalz 1830/31
- ein Hilfskorps für Griechenland
- Festungsbau Ingolstadt

Die Folgen der Sparpolitik war u. a. das es zwischen 1823 und 1865 keine Gehaltserhöhung gab, Übungen nicht durchgeführt wurden und auch die notwendige Modernisierung der Bewaffnung unterblieb. Die Probleme wurden dann vor allem im Deutschen Krieg von 1866 für alle sichtbar.

### Familie
Weinreich heiratete 1796 Antonia Recken († 1804). Anschließend heiratete er am 5. Oktober 1806 in Orb Elisabeth Schönburg (1784–1815), eine Tochter des Kaufmanns Johann Ludwig Schönburg. Das Paar hatte zwei Söhne:
- Ludwig (1811–1841)
- Karl (1815–1903), bayerischer General der Kavallerie ⚭ Franziska Zöller